# Санта-катарина-альбаррадасский сапотекский язык
Санта-катарина-альбаррадасский сапотекский язык (San Antonio Albarradas Zapotec, Santa Catarina Albarradas Zapotec, Zapoteco de Santa Catarina Albarradas) — сапотекский язык, на котором говорят в городе Санта-Катарина-Альбаррадас (также известен как Сан-Антонио-Альбаррадас) штата Оахака в Мексике. В альбаррадасском есть различия в фонологии и грамматике.